# Відображення Гауса

Відображення Гауса ставить у відповідність кожній точці поверхні вектор одиничної нормалі в цій точці. Кінці всіх таких векторів, відкладених від однієї точки, лежать на сфері одиничного радіусу.

Відображення Гауса (сферичне відображення, нормальне відображення) — відображення з гладкої орієнтовної поверхні в тривимірному евклідовому просторі в одиничну сферу, при якому точка поверхні відображається у вектор одиничної нормалі в цій точці. Більш загально подібне відображення можна ввести для гіперповерхонь у евклідових просторах довільної розмірності. 
Диференціал відображення Гауса називається відображенням Вейнгартена. Оскільки дотичні площини до поверхні в деякій точці p і до одиничної сфери в образі точки p відображення Гауса є паралельними, відображення Вейнгартена можна інтерпретувати як лінійне відображення на дотичній площині до точки p.
Для підмноговидів евклідового простору довільної розмірності і корозмірності природним аналогом відображення Гауса є відображення, що зіставляє точці підмноговидів точку грассманіана, відповідну дотичному простору в цій точці.

## Означення
Нехай S — регулярна диференційовна орієнтовна поверхня. В кожній точці p цієї поверхні існує два одиничні вектори, що є ортогональними до дотичної поверхні у точці p. Вибір одного з цих векторів задає орієнтацію. Оскільки поверхня є орієнтовною, то можна однозначно зробити вибір одиничних нормалей у кожній точці так, що в результаті одержується неперервне нормальне векторне поле.
Якщо для точки {\displaystyle p\in S} позначити відповідний нормальний вектор як N(p), то відображення:
{\displaystyle \mathrm {N} :S\to \mathbb {S} ^{2}\quad p\to \mathrm {N} (p)}
називається відображенням Гауса. 
Відображення Гауса є диференційовним і його диференціал {\displaystyle d_{p}\mathrm {N} } у деякій точці p називається відображенням Вейнгартена. 
Для відображення Вейнгартена дотична площина {\displaystyle T_{\mathrm {N} (p)}\mathbb {S} ^{2}} є паралельною до дотичної площини {\displaystyle T_{p}S.} Це легко можна побачити у локальних координатах {\displaystyle S=S(u,v)} у деякому околі точки p. Із цього запису отримується параметричний запис образу при відображенні Гауса N(u,v). Продиференціювавши рівність (N(u,v),N(u,v)) = 1 по u і v, отримаємо {\displaystyle 2\left({\mathrm {d} \mathrm {N}  \over \mathrm {d} u},\mathrm {N} \right)=2\left({\mathrm {d} \mathrm {N}  \over \mathrm {d} v},\mathrm {N} \right)=0} тобто вектори {\displaystyle {d\mathrm {N}  \over du}} і {\displaystyle {\mathrm {d} \mathrm {N}  \over \mathrm {d} v},} а отже і дотична площина є ортогональними до N. Це ж справедливо за означенням і на площині S. Оскільки площини {\displaystyle T_{\mathrm {N} (p)}\mathbb {S} ^{2}} і {\displaystyle T_{p}S} є ортогональними до одного вектора, то вони є паралельними.
Таким чином вектори на цих двох площинах можна ототожнити і вважати відображення Вейнгартена лінійним відображенням на {\displaystyle T_{p}S}.
Для орієнтовної гіперповерхні у {\displaystyle \mathbb {R} ^{n}}(або, більш загально, орієнтовного підмноговида корозмірності 1 у диференційовному многовиді) теж можна ввести нормальне одиничне диференційовне векторне поле (таких варіантів знову ж буде 2). Тоді відображення, що кожній точці ставить у відповідність нормаль у точці називається відображенням Гауса. Воно є диференційовним і його диференціал називається відображенням Вейнгартена.

## Властивості
- У локальних координатах {\displaystyle S=S(u,v)} позначаючи {\displaystyle S_{u}={\mathrm {d} S \over du},\;S_{v}={\mathrm {d} S \over dv}} відображення Гауса можна задати як {\displaystyle \mathrm {N} (p)={\frac {S_{u}\times S_{v}}{|S_{u}\times S_{v}|}}.} Звідси очевидною є диференційовність відображення. Даний запис можна подати для довільної регулярної поверхні тому для кожної такої поверхні відображення Гауса існує локально. Але глобально його можна ввести лише для орієнтовних поверхонь.
- Для відображення Вейнгартена {\displaystyle \mathrm {d} _{p}\mathrm {N} (S_{u})=\mathrm {N} _{u},\;\mathrm {d} _{p}\mathrm {N} (S_{v})=\mathrm {N} _{v}.}
- Диференціал {\displaystyle \mathrm {d} _{p}\mathrm {N} } (якщо його, як вище, розглядати як лінійне відображення на {\displaystyle T_{p}S}) є самоспряженим на {\displaystyle T_{p}S} щодо скалярного добутку успадкованого із {\displaystyle \mathbb {R} ^{3}}.

Згідно попередньої властивості достатньо довести, що {\displaystyle (\mathrm {N} _{u},S_{v})=(S_{u},\mathrm {N} _{v}).} Для цього слід продиференціювати рівності {\displaystyle (\mathrm {N} ,S_{u})=0} і {\displaystyle (\mathrm {N} ,S_{v})=0} по v і u відповідно. Тоді {\displaystyle (\mathrm {N} _{v},S_{u})+(\mathrm {N} ,S_{uv})=0,\;\;(\mathrm {N} _{u},S_{v})+(\mathrm {N} ,S_{vu})=0} і тому {\displaystyle (\mathrm {N} _{v},S_{u})=-(\mathrm {N} ,S_{uv})=(\mathrm {N} _{u},S_{v}).}
- За допомогою відображення Вейнгартена вводиться друга фундаментальна квадратична форма {\displaystyle II(X)=-(d_{p}\mathrm {N} (X),X).} Згідно теореми Меньє значення другої фундаментальної форми на одиничному дотичному векторі X є рівним кривині нормального перетину поверхні S визначеному як перетин S і площини заданої векторами N(p) і X.
- Матриця відображення Вейнгартена у базисі {\displaystyle S_{u},S_{v}} одержується транспонуванням матриці дериваційних формул Вейнгартена . А саме якщо {\displaystyle d_{p}\mathrm {N} ={\begin{pmatrix}a_{11}&a_{12}\\a_{21}&a_{22}\end{pmatrix}}} то  {\displaystyle a_{11}={\frac {FM-GL}{EG-F^{2}}},\ a_{21}={\frac {FL-EM}{EG-F^{2}}},\ a_{12}={\frac {FN-GM}{EG-F^{2}}},\ a_{22}={\frac {FM-EN}{EG-F^{2}}}.}

У попередніх формулах {\displaystyle E=(S_{u},S_{u}),\ F=(S_{u},S_{v}),\ G=(S_{v},S_{v}),\ }а також {\displaystyle L=-(\mathrm {d} \mathrm {N} (S_{u}),S_{u})=(\mathrm {N} ,S_{uu}),\ M=-(\mathrm {d} \mathrm {N} (S_{u}),S_{v})=(\mathrm {N} ,S_{uv}),\ N=-(\mathrm {d} \mathrm {N} (S_{v}),S_{v})=(\mathrm {N} ,S_{vv})} і всі скалярні добутки розглядаються на дотичній площині у точці p.
- Якобіан відображення Гауса дорівнює гаусовій кривині поверхні в даній точці.
- Більш абстрактно можна дати означення відображення Вейнгартена через коваріантні похідні (афінні зв'язності). Дані означення мають зміст для евклідового простору будь-якої розмірності і є основою для подальших узагальнень зокрема у рімановій геометрії.  У евклідовому просторі {\displaystyle \mathbb {R} ^{n}} коваріантна похідна для диференційовних векторних полів X, Y в околі точки p задається як {\displaystyle {\bar {\nabla }}_{X}Y(p)=(Xy_{1},\ldots ,Xy_{n})(p),} де у стандартному базисі друге векторне поле через координати записується як {\displaystyle Y=(y_{1},\ldots ,y_{n}),}  а {\displaystyle Xy_{i}} позначає дію векторного поля X як диференціального оператора на функції {\displaystyle y_{i}.} Значення {\displaystyle {\bar {\nabla }}_{X}Y} в деякій точці  p залежить лише від значення векторного поля X у цій точці, а також значення векторного поля Y на деякій прямій, що проходить через точку  p і дотичний вектор якої в цій точці рівний  X(p). Якщо {\displaystyle \alpha (t)\in \mathbb {R} ^{n},\;\alpha (0)=p,\;\alpha '(0)=X(p)} — така крива  то позначивши {\displaystyle Y(t)=(y_{1}(t),\ldots ,y_{n}(t))=Y(\alpha (t))} отримаємо {\displaystyle {\bar {\nabla }}_{X}Y(p)=(y_{1}'(0),\ldots ,y_{n}'(0))(p).} Звідси при тих же позначеннях для гіперповерхні у евклідовому просторі і нормального поля також випливає, що {\displaystyle \mathrm {d} _{p}\mathrm {N} (X)=\mathrm {N} (\alpha (t))_{t=0}'={\bar {\nabla }}_{X}\mathrm {N} .}

Таким чином для доведення властивостей відображення Вейнгартена також можна використовувати властивості коваріантних похідних. Для цього у випадку гіперповерхонь важливим є той факт, що нормальні і дотичні векторні поля N, X на околі точки  p на гіперповерхні можна продовжити до векторних полів {\displaystyle {\bar {\mathrm {N} }},{\bar {X}}} в околі цієї точки у евклідовому просторі.
Зокрема для доведення самоспряженості 
{\displaystyle ({\bar {\nabla }}_{X}\mathrm {N} ,Y)_{p}-(X,{\bar {\nabla }}_{Y}\mathrm {N} )_{p}=({\bar {\nabla }}_{\bar {X}}{\bar {\mathrm {N} }},{\bar {Y}})_{p}-({\bar {X}},{\bar {\nabla }}_{\bar {Y}}{\bar {\mathrm {N} }})_{p}=}
{\displaystyle {\bar {X}}_{p}({\bar {\mathrm {N} }},{\bar {Y}})-({\bar {N}},{\bar {\nabla }}_{\bar {X}}{\bar {Y}})_{p}-{\bar {Y}}_{p}({\bar {\mathrm {N} }},{\bar {X}})+({\bar {\mathrm {N} }},{\bar {\nabla }}_{\bar {Y}}{\bar {X}})_{p}=}
{\displaystyle -({\bar {\mathrm {N} }},{\bar {\nabla }}_{\bar {X}}{\bar {Y}})_{p}+({\bar {\mathrm {N} }},{\bar {\nabla }}_{\bar {Y}}{\bar {X}})_{p}=({\bar {\mathrm {N} }},[{\bar {Y}},{\bar {X}}])_{p}=(\mathrm {N} _{p},[Y_{p},X_{p}])=0.}

## Приклади
- Для площини заданої рівнянням {\displaystyle ax+by+cz+d=0}відображення Гауса є константою рівною {\displaystyle N={\frac {(a,b,c)}{\sqrt {a^{2}+b^{2}+c^{2}}}}.} Відповідно відображення Вейнгартена є нульовим лінійним відображенням.
- Для одиничної сфери {\displaystyle \mathbb {S} ^{2}} у точці {\displaystyle (x,y,z)} одиничними нормальними векторами є {\displaystyle (x,y,z)} і {\displaystyle -(x,y,z).} Зазвичай обирається обернений нормальний вектор, тоді {\displaystyle \mathrm {N} (x,y,z)=(-x,-y,-z).} Для відображення Вейнгартена {\displaystyle \mathrm {d} \mathrm {N} (x'(t),y'(t),z'(t))=\mathrm {N} '(t)=(-x'(t),-y'(t),-z'(t)),} для будь-якої кривої {\displaystyle (x(t),y(t),z(t))} і {\displaystyle \mathrm {N} (t)=\mathrm {N} (x(t),y(t),z(t))}на одиничній сфері. Тоді {\displaystyle \mathrm {d} _{p}\mathbb {S} ^{2}(v)=-v,\;v\in T_{p}\mathbb {S} ^{2}.}
- Для циліндра {\displaystyle C=\{(x,y,z)\in \mathbb {R} ^{3}\,|\,x^{2}+z^{2}=1\}} у довільній точці дотична площина задається векторами v паралельним осі z і w, що є дотичним до кола {\displaystyle \{(x,y,z_{0})\in \mathbb {R} ^{3}\,|\,x^{2}+z^{2}=1\}}, що проходить через цю точку. Подібно до попереднього прикладу {\displaystyle \mathrm {N} (x,y,z)=(-x,-y,0)} і для введених базисних векторів дотичної площини {\displaystyle \mathrm {d} _{p}C(v)=0,\;\mathrm {d} _{p}C(w)=-w.}